# هفته مد مردان لس‌آنجلس
از سال ۲۰۱۰ تهیه‌کنندگان هفته مد نیویورک، لندن، پاریس و ونکوور تلاش کردند تا برنامهٔ خود را گسترش دهند. این راستا لس‌آنجلس به‌عنوان پنجمین شهر انتخاب شد.
در طول مدت برگزاری هفته مد، خرده‌فروشان و طراحان آخرین مجموعه‌های تولیدی خود را به صنعت مد عرضه می‌کنند.